# Opération Tiger (1941)
Campagnes d'Afrique, du Moyen-Orient et de Méditerranée (1940-1945)
L' Opération Tiger était une opération menée par la Royal Navy en mai 1941, de la campagne de la Méditerranée, durant la Seconde Guerre mondiale afin de transférer en toute sécurité une partie du convoi WS-8 à travers la Méditerranée occidentale jusqu'à Alexandrie.

## Contexte
Durant l'évacuation des forces britanniques et alliées de Grèce et de Crète dans les phases finales de l'Opération Marita, l'armée britannique avait récupéré de nombreux membres du personnel grâce aux efforts de la Mediterranean Fleet de l'amiral Sir Andrew Cunningham, mais avait perdu beaucoup d'armement et de matériel lourd. Malgré l'expérience antérieure de lourdes pertes dans de telles entreprises, l'Amirauté britannique a ordonné le passage d'un convoi de cinq navires marchands rapides de Gibraltar à Alexandrie transportant 295 chars Matilda Mark II et Crusader ainsi que 50 Hawker Hurricane.

## Opération
Cette mission a commencé le 6 mai 1941 depuis Gibraltar avec un convoi de cinq navires marchands rapides censés traverser le canal de Sicile, gardé par les forces de la Regia Aeronautica et du X. Fliegerkorps du général Hans-Ferdinand Geisler de la Luftwaffe.
Le convoi est escorté par la Force H de l'amiral James Fownes Somerville composée du porte-avions HMS Ark Royal, de 2 croiseurs et de 9 destroyers. Le porte-avions dispose de la puissance des  bombardiers en piqué Blackburn B-24 Skua et des chasseurs Fairey Fulmar. Elle est renforcée pour l'occasion par des navires destinés à être livrés à la flotte méditerranéenne à Alexandrie. Ces derniers étaient le cuirassé Queen Elizabeth et les croiseurs antiaériens légers Naiad et Phoebe de l'amiral Sir John Tovey.

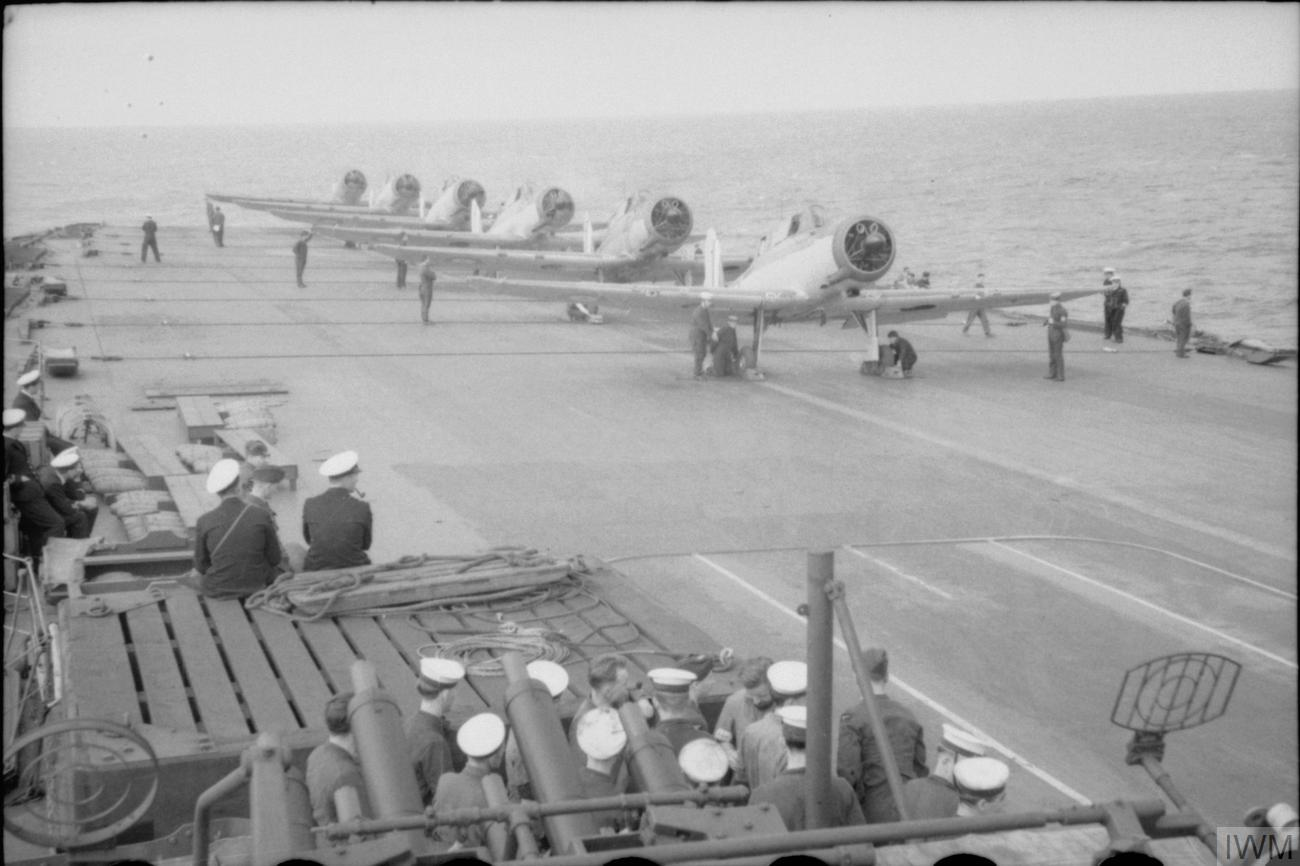
Ark Royal

Le 8 mai, le 38e groupe de la 32e Escadre de la Regia Aeronautica a décollé escorté par les chasseurs Fiat CR42 du 3e Groupe de chasseur terrestre et vers 13h45 les affrontements ont commencé. L'avion britannique de la Fleet Air Arm a réussi à empêcher l'attaque du convoi et au total cinq appareils de l'Aeronautica della Sardegna (ASAR) ont été abattus, dont un Savoia-Marchetti SM.79 du 49e escadron de bombardiers et un autre du 280e Escadron de bombardiers torpilleurs.
Les Renown et Ark Royal ont évité les torpilles italiennes. Les attaques des bombardiers en piqué allemands Junkers Ju 87, avec la protection des chasseurs Messerschmitt Bf 110, ont été interceptées par les chasseurs Fairey Fulmar d' Ark Royal, et à l'est, il y a eu un combat aérien entre les avions du Formidable et les avions italiens et allemands. Aucun dommage n'a été infligé à aux navires de guerre britanniques. Un seul navire marchand est perdu, mais le convoi évite une confrontation navale avec la flotte italienne, qui le 8 mai est sortie pour intercepter le convoi sans pouvoir établir le contact.
Le 12 mai, les forces britanniques atteignent Gibraltar et Alexandrie, cette dernière après la perte de seulement 57 des 295 chars et de 10 des 53 chasseurs Hurricane.